# Butler Glacier (glaciär i Antarktis)
Butler Glacier är en glaciär i Antarktis. Den ligger i Västantarktis. Nya Zeeland gör anspråk på området. Butler Glacier ligger 49 meter över havet.
Terrängen runt Butler Glacier är platt åt nordväst, men åt sydost är den kuperad. Trakten är obefolkad. Det finns inga samhällen i närheten.